# بوسایرس (کانزاس)
بوسایرس (به انگلیسی: Bucyrus) شهری در ایالت کانزاس کشور ایالات متحده آمریکا است که جمعیت آن در سرشماری سال ۲۰۱۰ میلادی، ۱۹۳ نفر بوده‌است.